# Pull & Bear

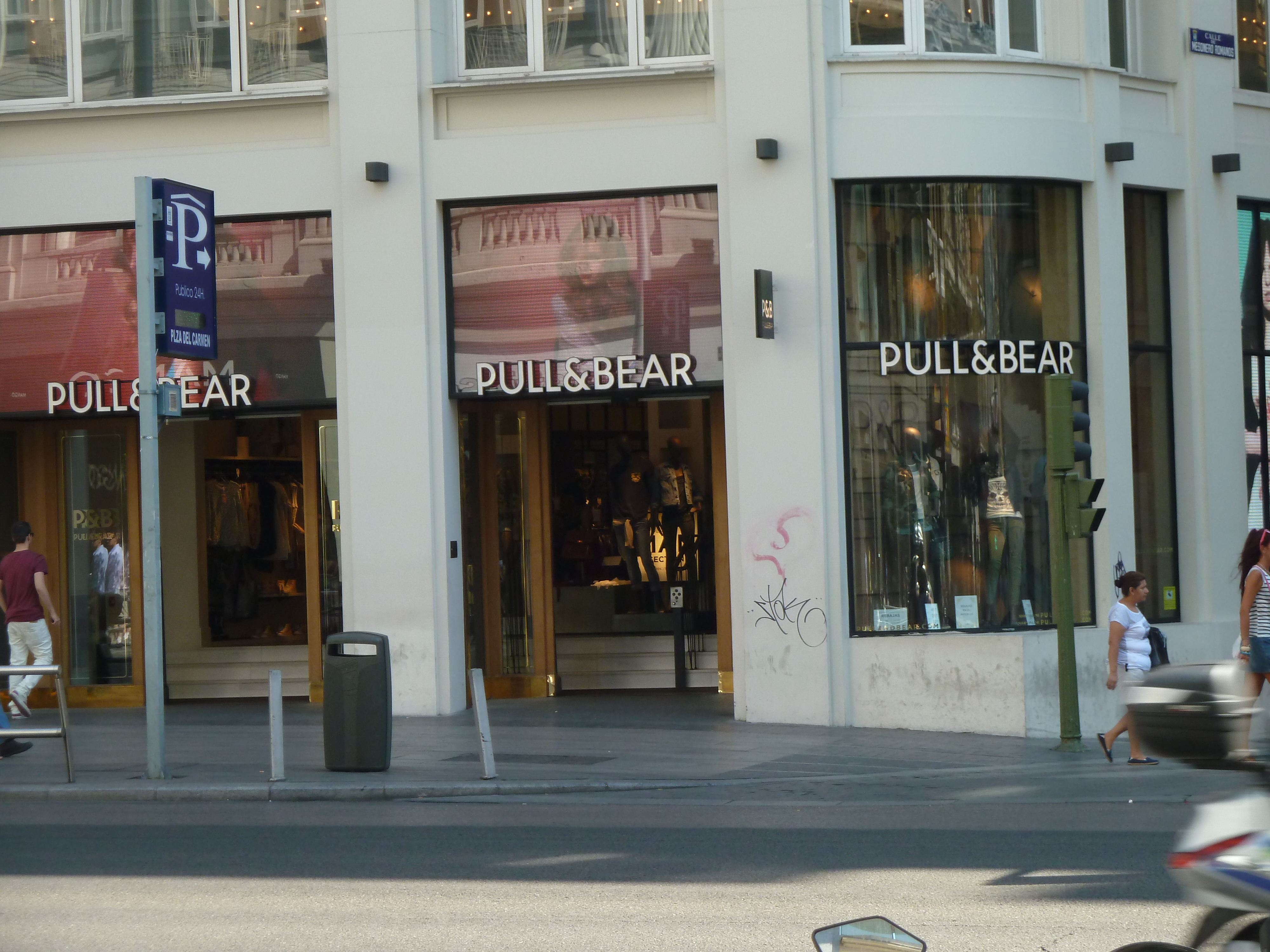
Filiale von Pull & Bear in Madrid

Pull & Bear ist ein in Spanien gegründetes und ansässiges Textilunternehmen des spanischen Mutterkonzerns Inditex.

## Filialen
Wie auch bei Zara betreibt der größte spanische Textilkonzern auch mit Pull & Bear eine expansive Politik. Pull & Bear besitzt deshalb in Griechenland, Deutschland, der Schweiz, Spanien, Israel, Italien, Mexiko, Polen und Portugal jeweils mehr als 10 Filialen. Insgesamt hat das Unternehmen 930 Filialen und ist in insgesamt 33 Ländern mit eigenen Shops vertreten. Im deutschsprachigen Raum ist Pull & Bear an den Standorten Aachen, Berlin (2 Geschäfte), Bielefeld, Bochum, Bremen, Dresden, Essen, Frankfurt am Main, Hamburg (2 Geschäfte), Köln, Leipzig, München, Oberhausen, Regensburg, Stuttgart, Wien (3 Geschäfte), Salzburg, Linz, Graz sowie Bern und Luzern vertreten.

## Produkte
Pull & Bear verkauft Eigenlabels, die vom Mutterkonzern hergestellt werden. Durch ihr äußeres Erscheinungsbild und ihre Kleidungsauswahl und Trends versuchen sie hauptsächlich junge Personen anzusprechen. In diesem Zuge führte das Unternehmen 2011 das „Click & Collect“ System ein. Um sich mit der Schwestergesellschaft Zara keine Konkurrenz zu liefern, fokussiert Pull & Bear ihr Kleidungssortiment hauptsächlich auf Ware aus dem Casual-Bereich.

## Belege
1. 1 2 3  Unternehmensdaten (Selbstauskunft) pullandbear.com, abgerufen am 20. Oktober.
2. ↑  Pull&Bear - inditex.com. Abgerufen am 25. November 2020.
3. ↑  International presence (Memento des Originals vom 10. September 2016 im Internet Archive)  Info: Der Archivlink wurde automatisch eingesetzt und noch nicht geprüft. Bitte prüfe Original- und Archivlink gemäß Anleitung und entferne dann diesen Hinweis. inditex.com, abgerufen am 29. November 2014.
4. ↑  Pull and Bear Filialen in Deutschland. Abgerufen am 29. Oktober 2024.
5. ↑  FashionNetwork com DE: Pull&Bear startet Click & Collect in Deutschland. Abgerufen am 28. Juni 2023.